# APOEL F.C.
APOEL FC (grško ΑΠΟΕΛ; Αθλητικός Ποδοσφαιρικός Όμιλος Ελλήνων Λευκωσίας, Athlitikos Podosfairikos Omilos Ellinon Lefkosias - Atletski nogometni klub Grkov iz Nikozije) je ciprski nogometni klub iz Nikozije. Ustanovljen je bil 8. novembra 1926 in trenutno igra v 1. ciprski nogometni ligi.
APOEL je najuspešnejši ciprski nogometni klub, saj drži 25 naslovov državnega prvaka, 21 naslovov prvaka ciprskega pokala in 13 naslovov prvaka ciprskega superpokala. V evropskih tekmovanjih pa sta najuspešnejša rezultata dve uvrstitvi v Ligo prvakov. Prvič se je to zgodilo v sezoni 2009/10, ko je v kvalifikacijskih krogih odpravil ferski EB/Streymur (2-0, 3-0), srbski Partizan (2-0, 0-1) in danski Copenhagen (0-1, 3-1). V skupini pa je nato igral z angleškim Chelseajem, portugalskim Portom in španskim Atléticom, kjer je dosegel četrto mesto (3 remiji, 3 porazi). Drugič pa je v Ligi prvakov igral v sezoni 2011/12, ko je najprej v skupini z ruskim Zenitom, portugalskim Portom in ukrajinskim Šahtarjem osvojil prvo mesto, nato bil v osmini finala po kazenskih strelih boljši od francoskega Lyona, v četrtfinalu pa ga je izločil španski Real Madrid.
Domači stadion APOEL-a je GSP Stadion, ki sprejme 22,859 gledalcev. Barvi dresov sta rumena in modra. Nadimek nogometašev je Τhrylos ("Legenda").